# Округ Далас (Тексас)
Округ Далас (енгл. Dallas County) је округ у америчкој савезној држави Тексас. По попису из 2010. године број становника је 2.368.139.

## Демографија
Према попису становништва из 2010. у округу је живело 2.368.139 становника, што је 149.240 (6,7%) становника више него 2000. године.
| Група             | 2000.           | 2010.           |
| Белци             | 983.317 (44,3%) | 784.693 (33,1%) |
| Афроамериканци    | 450.557 (20,3%) | 528.200 (22,3%) |
| Азијати           | 88.369 (4,0%)   | 119.250 (5,0%)  |
| Хиспаноамериканци | 662.729 (29,9%) | 905.940 (38,3%) |
| Укупно            | 2.218.899       | 2.368.139       |